# Andrei Saitschenko
Andrei Saitschenko (russisch Андрей Зайченко; englische Transkription Andrey Zaichenko; * 23. Februar 1978 in Moskau) ist ein professioneller russischer Pokerspieler. Er gewann 2014 das High Roller der European Poker Tour und 2016 ein Bracelet bei der World Series of Poker.

## Persönliches
Saitschenko machte einen Abschluss an der Lomonossow-Universität Moskau und arbeitete anschließend als Verkaufsleiter für ein Softwareunternehmen. Er lebt in Moskau.

## Pokerkarriere
Saitschenko spielte von Juni 2007 bis September 2021 online unter den Nicknames Kroko-dill (PokerStars, Full Tilt Poker sowie UltimateBet), ludonutsist (WPT Poker) und ZayaZaya (Betfair). Auf PokerStars gewann er fünf Titel bei der World Championship of Online Poker sowie ein Turnier der Spring Championship of Online Poker. Insgesamt hat er sich mit Online-Turnierpoker knapp 3 Millionen US-Dollar erspielt.
Seine erste Geldplatzierung bei einem Live-Turnier erzielte Saitschenko Ende Januar 2007 in Moskau. Im Mai 2007 gewann er ein Turnier bei der World Headsup Poker Championship in Barcelona und erhielt eine Siegprämie von über 30.000 Euro. Mitte April 2008 wurde er bei einem Side-Event der European Poker Tour (EPT) in Monte-Carlo Zweiter und sicherte sich 86.100 Euro. Im Juni 2008 war der Russe erstmals bei der World Series of Poker (WSOP) im Rio All-Suite Hotel and Casino am Las Vegas Strip erfolgreich und kam bei insgesamt vier Turnieren der Variante No Limit Hold’em in die Geldränge, u. a. erreichte er einen Finaltisch und erhielt für seinen siebten Platz mehr als 110.000 US-Dollar. Bei der WSOP 2011 wurde er bei der Weltmeisterschaft der gemischten Variante H.O.R.S.E. Dritter, was mit knapp 250.000 US-Dollar bezahlt wurde. Anfang Juli 2014 erreichte Saitschenko beim WSOP-Main-Event den siebten Turniertag, an dem er auf dem mit knapp 350.000 US-Dollar dotierten 17. Platz ausschied. Mitte Dezember 2014 gewann er das EPT High Roller in Prag und sicherte sich aufgrund eines Deals mit zwei anderen Spielern sein bisher größtes Preisgeld von knapp 500.000 Euro. Im Januar 2016 belegte er beim High Roller des PokerStars Caribbean Adventures auf den Bahamas den sechsten Platz, der mit rund 265.000 US-Dollar bezahlt wurde. Bei der WSOP 2016 setzte sich der Russe bei einem Event in 2-7 Triple Draw Lowball durch und sicherte sich ein Bracelet sowie eine Siegprämie von knapp 120.000 US-Dollar. Anfang Juli 2018 wurde er beim Crazy Eights der WSOP 2018 Vierter und erhielt mehr als 265.000 US-Dollar. Seitdem blieben größere Turniererfolge aus. Seine bis dato letzte Live-Geldplatzierung erzielte er im Januar 2020 bei der Main Event der World Poker Tour in Sotschi.
Insgesamt hat sich Saitschenko mit Poker bei Live-Turnieren mehr als 3,5 Millionen US-Dollar erspielt.